# Les Essarts (Eure)
Les Essarts ist eine Ortschaft und eine Commune déléguée in der französischen Gemeinde Marbois mit 438 Einwohnern (Stand: 1. Januar 2018) im Süden des Départements Eure in der Region Haute-Normandie. Die Einwohner werden Essartais genannt.
Die Gemeinde Les Essarts wurde am 1. Januar 2016 mit Le Chesne, Chanteloup und Saint-Denis-du-Béhélan zur Gemeinde Marbois als Commune nouvelle zusammengeschlossen. Sie gehörte zum Arrondissement Évreux und zum Kanton Verneuil-sur-Avre.

## Geografie
Les Essarts liegt etwa 20 Kilometer südwestlich von Évreux. 

## Bevölkerungsentwicklung
| Jahr      | 1793 | 1846 | 1881 | 1936 | 1962 | 1968 | 1975 | 1982 | 1990 | 1999 | 2006 | 2013 | 2018 |
| --------- | ---- | ---- | ---- | ---- | ---- | ---- | ---- | ---- | ---- | ---- | ---- | ---- | ---- |
| Einwohner | 379  | 441  | 435  | 242  | 215  | 185  | 209  | 246  | 260  | 282  | 353  | 448  | 438  |

## Sehenswürdigkeiten

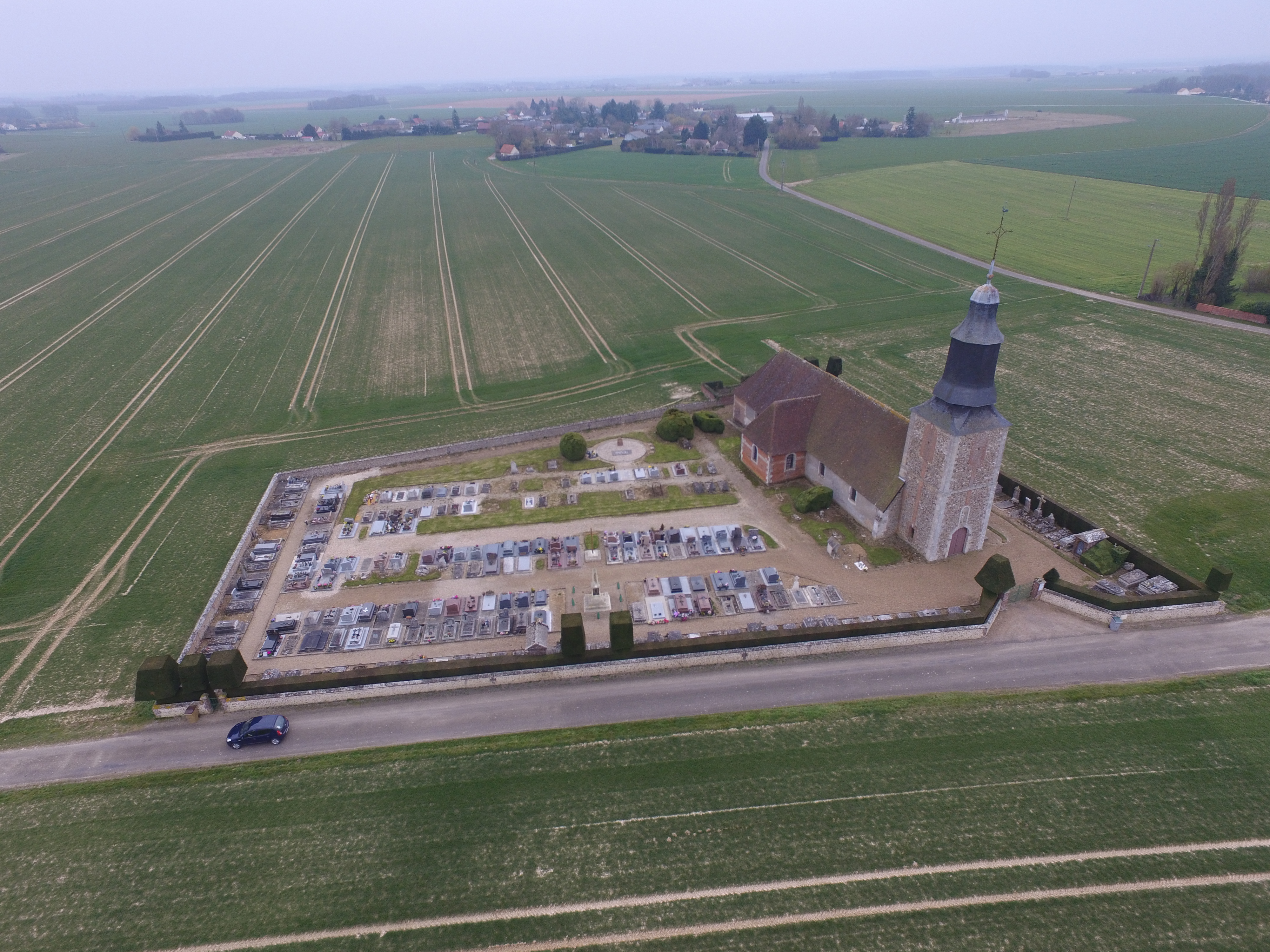
Kirche Saint-Jacques

- Kirche Saint-Jacques